# Кларксон (Небраска)
Кларксон (енгл. Clarkson) град је у америчкој савезној држави Небраска.

## Демографија
По попису из 2010. године број становника је 658, што је 27 (-3,9%) становника мање него 2000. године.
| Група             | 2000.       | 2010.       |
| Белци             | 675 (98,5%) | 638 (97,0%) |
| Афроамериканци    | 0 (0,0%)    | 0 (0,0%)    |
| Азијати           | 0 (0,0%)    | 0 (0,0%)    |
| Хиспаноамериканци | 9 (1,3%)    | 17 (2,6%)   |
| Укупно            | 685         | 658         |